# بلوط گرگی
بلوط گِرِگی (نام علمی: Quercus greggii) نام یک گونه از سرده بلوط است.